# Menta pebrera
La menta pebrera (Mentha x piperita, del grec Mintha, nimfa transformada en planta per Persèfone i piperita, semblant al pebre) és una planta herbàcia de la família de les lamiàcies. D'origen anglès, es troba distribuïda pel sud d'Europa i Àfrica del Nord. És un triple híbrid de la Mentha aquatica i la Mentha spicata (= Mentha longifolia x Mentha rotundifolia).
Per la seva riquesa en components aromàtics es cultiva artificialment des del segle xvii, quan per la primera vegada es va obtenir de manera controlada a Anglaterra.
Dintre d'Europa, al centre i a Anglaterra es cultiva la forma piperita o vulgaris, que presenta tiges vermelloses, obscures i fulles de color verd obscur. Mentre que a França es cultiva la variant pallescens o officinalis, que també es pot anomenar menta blanca i que forneix un oli essencial de millor qualitat. En els Països Catalans es cultiva a les comarques pirinenques. Popularment també es coneix com a menta de faves, herba-sana (de) pebre, herba-sana anglesa i herba de Santa Maria.
Altres noms populars són: alfàbrega de pastor, herba de lavanda, herba sana romana, herba sana tarongina, herba sana vera, menta, menta americana, menta anglesa, menta canyella, menta cultivada, menta d'anís, menta de caramel, menta de fer licor, menta de fer sopes, menta dels moros, menta forta, menta francesa, menta sopera, menta xocolatera, palpalei i sàndal.

## Ecologia
Creix en climes temperats fins a 1500 metres d'altitud (en augmentar l'altitud disminueix el rendiment en oli essencial). Necessita unes bones provisions d'aigua (resisteix malament la sequera), sòls fèrtils i ben drenats, i no tolera l'excés de llum solar. Sorgeix espontàniament a les vores dels camins, a les pastures muntanyoses, als prats, a les fondalades i als cursos d'aigua. Sobreviu a gelades de fins a 15 °C sota zero. Es desenvolupa en una gran varietat de sòls de pH pròxim al neutre (6,6 - 7,5). És una planta sensible a la salinitat. La menta és molt exigent en adobs. L'època de floració és entre juny i setembre.
Es propaga amb facilitat per esqueixos obtinguts de dividir les branques joves a la primavera, per la divisió dels rizomes durant el període de descans vegetatiu, o per estolons.

## Descripció
Camèfit aromàtic en forma d'herbàcia perenne, glabre i d'una altura de 50 a 90 cm. La rel és la tija subterrània o rizoma, amb brots per sota i damunt del sòl, que origina tiges quadrangulars, erectes, amb taques vermelloses o púrpures i molt ramificades a la part superior. Presenta un rizoma progressiu, del que en surten estolons (òrgans reproductius). Les fulles són herbàcies, simples, peciolades, de forma ovada a lanceolada, acuminades, amb base asimètrica, de vores serrades, i amb un àpex agut. Apareixen unides a la tija per un pecíol curt i amb disposició oposada. A més a més, fan entre 4 i 9 cm de llarg i 1,5 i 4 cm d'ample, tenen una nervadura pennada i oposades. A les fulles trobem unes rugositats força marcades. En l'anvers de la fulla, es veuen uns punts grocs brillants, que corresponen a tricomes secretors. Apareixen tricomes tectors uniseriats i pluriseriats, i dos tipus de tricomes glandulars. Aquests pèls són de peu unicel·lular, però es diferencien en els seus caps, que poden ser unicel·lulars i petits o pluricel·lulars. En les cutícules d'aquests pèls glandulars, es poden observar cristalls de mentol. Absència de cristalls d'oxalat càlcic.
Les inflorescències són espigues terminals còniques formades per nombrosos verticils apinyats i entre els quals, hi ha dues bràctees, que són com les fulles però molt més petites. Les flors són molt petites, de color violeta, de 6 a 8 mm de llarg, hermafrodites i amb una simetria actinomorfa. El calze està format per 5 sèpals fusionats i la corol·la de color rosa-lila està formada per 5 pètals, també fusionats. L'androceu reuneix quatre estams iguals, molt llargs que surten per sobre de la corol·la, adherits al seu tub, i el gineceu està format per dos carpels fusionats, ovari súper i amb un estil simple que sobrepassa els estams i estigma amb l'àpex bífid. Fruit en tetraqueni, sense llavors o amb llavors estèrils.
Essent estèril, es reprodueix quasi exclusivament per propagació vegetativa a partir de rizomes subterranis, de manera molt agressiva.
La part utilitzable de la planta o droga són les fulles, a vegades la summitat aèria sencera, i les flors. Molt freqüentment se n'ha utilitzat l'oli essencial tal qual.

## Composició química

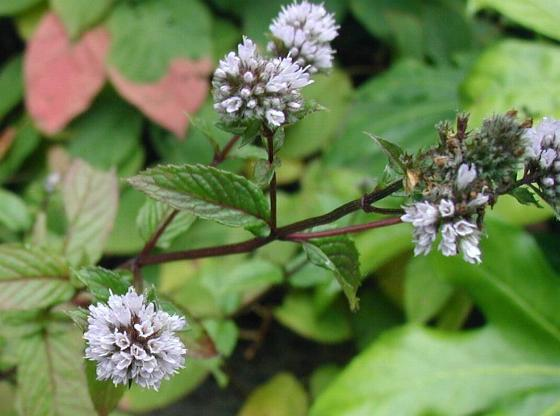
Peppermint

- Oli essencial (0.5-4%): mentol (35 al 45%), és la substància que produeix una sensació de fred a la boca; mentona (15 al 32%), un compost cetònic; ésters mentolacètic i mentolisovaleriànic (6 al 26%), mentenones, un altre compost cetònic; acetat de mentil[4]
- Flavonoides (12%): xantomicrol, gardenina D, apigenina, diosmetina, rutina o luteolina. Principis amargs. (Fulles)
- Elements minerals (10-12%). (Fulles)
- Àcis fenòlics: derivats àcid cinàmic i àcid rosmarínic (3% del pes sec). (Planta)
- Triterpens: alfa-amirina, àcid ursòlic i àcid oleanòlic.
- Tanins (6-12%) (Planta)
- Carotens (Fulles)
- Vitamines: niacina, riboflavina, tiamina. (Fulles)
- Fibra (Fulles) i pectina (Gemmes).

Segons la R.F.E.: la droga, seca i tallada, ha de contenir almenys un 0,9% d'oli essencial (sencera, no menys 1,2%)

## Usos medicinals
Usos aprovats per la Comissió E del Ministeri de Sanitat alemany:
- Dispèpsia i símptomes associats com aerofàgia, flatulència, espasme abdominal, sensació de plenitud gàstrica.
- Afeccions biliars com discinècia biliar, litiasis biliar, colelitiasis o dispèpsia biliar.
- Trastorns del tracte respiratori associats a una acumulació de secrecions bronquials, com el refredat comú, tos seca, bronquitis.
- Estomatitis i faringitis. En forma de gargarismes, degut als efectes antisèptics del seu oli essencial.

Usos tradicionals:

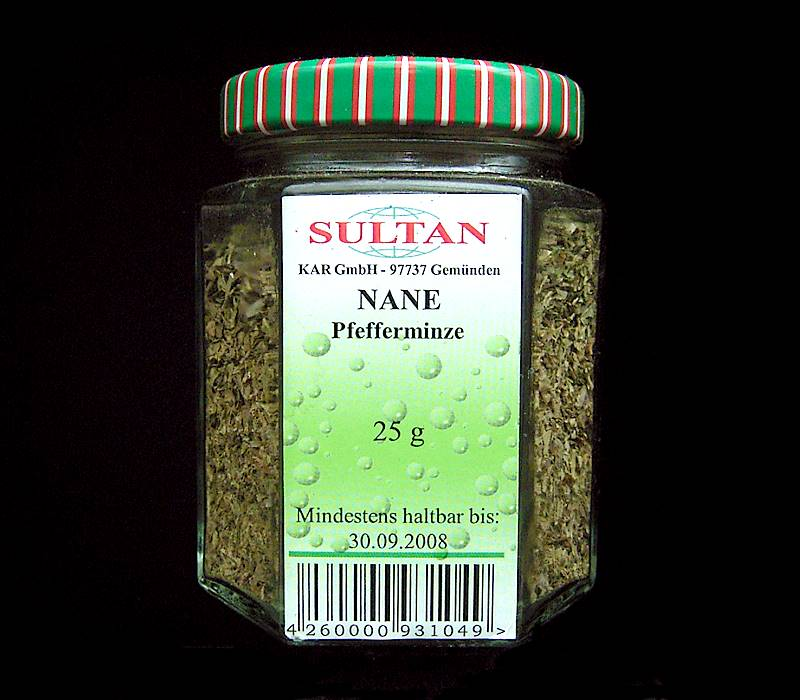
Fulles liofilitzades

- Nàusees, vòmits, mareig, gastritis, diarrea aguda.
- Infeccions respiratòries.
- Dismenorrea
- Artritis, dolor osteomuscular i cefalea. Sembla que presenta lleugers efectes analgèsics gràcies al seu oli essencial. Podrien ser deguts al bloqueig de canals de sodi dependents del voltatge o a l'activació de receptors opioides tipus kappa.

Tradicionalment es recomana una infusió de menta per tot problema digestiu on predominin els dolors espasmòdics, gasos o per dispèpsies; també per nàusees i vòmits i en casos d'insomni. S'utilitza per alleujar els mals de cap amb l'aplicació externa d'unes gotes de l'oli essencial sobre la templa, el front i el coll.

## Accions farmacològiques
- Afrodisíaca, quan es consumeix en grans dosis.
- Aperitiu i eupèptic: actua a nivell digestiu a partir dels principis amargs i l'essència.
- Analgèsica: el mentol en contacte a la pell dona una sensació de fred local i atenua el dolor augmentant el llindar d'estimulació a aquesta sensació en els nervis somatosensitius. També per efecte de l'oli essencial que actua sobretot a nivell local i de les mucoses del tracte digestiu.
- Anestèsic local: a vegades es dona una lleugera anestèsia de la sensibilitat tàctil, però sense arribar a generar descoordinació motora. Provocat per l'oli essencial.
- Antisèptica i antimicrobiana actua purificant la sang i tenint una activitat inhibitòria de l'oli essenncial enfront a Bacillus subtilis, Micrococcus luteus, Escherichia coli, Staphylococcus aureus, Pseudomonas aeruginosa, Salmonella enteridis, entre d'altres. També s'ha demostrat la seva activitat antimicòtica enfront Aspergillus oryzae i Trichophyton mentagrophytes, però negativa enfront a Candida albicans i antiviral enfront l'Herpes virus, West Nile, Semlike Forest i virus Newcastle.
- Antiespasmòdica : té un efecte tranquil·litzador sobre la musculatura llisa, producte d'una reducció del flux de calci en cèl·lules intestinals produït pels flavonoides i per l'oli essencial. En aquest cas s'ha vist que l'efecte és major si hi són presents tots els principis actius que no pas cadascun per separat.
- Antiinflamatòria i antipruriginosa: el mentol té un efecte antagònic enfront de la histamina, inhibint la seva alliberació per part dels mastòcits. Es fan preparats antipruriginosos per alleujar els dolors reumàtics i musculars i igualment per les neuràlgies, d'aplicació externa.
- Antiparasitari: per decocció de les fulles.
- Aromatitzant: pels olis essencials i els flavonoides.
- Astringent: per mitjà dels tanins que és molt útil en els casos de diarrees.
- Descongestiu nasofaringi, mucolític, antitussigen i expectorant: l'oli essencial s'utilitza en algunes afeccions respiratòries com refredats i catarros, ja que la seva olor intensa, penetrant, fresca permet a un respirar a fons.
- Digestiva: excita la producció de sucs gàstrics, afavorint les funcions digestives de l'estómac. Per aquest ús es recomana a la gent gran, convalescents, fatigats i anèmics.
- Carminativa: actua eliminant els gasos i les putrefaccions intestinals, ja que, relaxa el càrdies.
- Colagog i Colerètica : és important la seva funció en el fetge, mobilitzant la secreció biliar i la seva respectiva producció degut a la relaxació de l'esfínter d'Oddi. Tant d'aquestes accions com de l'efecte carminatiu en són responsables l'oli essencial i els flavonoides.
- Estimulant i és un magnífic corroborant pels dies de la menstruació en la dona.
- Hipnòtic: efecte sedant moderat per les fulles de menta.
- Hipocolesterolemiant: inhibeix la HMG-CoA reductasa hepàtica.
- Tònic cardíac

## Toxicitat
No es considera una planta tòxica, ja que els seus extractes administrats per via oral de forma general són ben tolerats.
Degut al seu lleuger efecte excitant, en persones sensibles al mentol pot provocar insomni i irritabilitat nerviosa i a molt altes dosis de mentol pot provocar efectes narcòtics, estupefaents i en menor proporció irritabilitat dèrmica, hipersensibilitat i dermatitis.
La inhalació de l'essència pot causar espasmes de laringe i dels bronquis sobretot en nens, pel que es desaconsella l'ús d'ungüents mentolats i preparats nasals de base a mentol.
L'excessiva inhalació de productes mentolats pot provocar nàusees, anorèxia, taquicàrdia, atàxia i altres trastorns neurològics.
Les formes no encapsulades de dosificació de l'oli essencial poden ocasionar pirosi en persones amb reflux gastroesofàgic. Els pacients amb aclorhídria només poden prendre l'oli essencial en comprimits entèrics.
Excepcionalment, l'oli essencial pot originar dermatitis de contacte.

## Contraindicacions / Advertències
- Hipersensibilitat a qualsevol component d'aquest producte.
- Obstrucció biliar: pot produir còlics biliars i empitjorar l'obstrucció degut al seu efecte colègog/colerètic.
- Es recomana prendre aquest producte després dels àpats.
- Pot provocar somnolència.

## Interaccions
- Barbitúrics, benzodiazepines i antihistamínics H1: la menta presenta certs efectes hipnòtics, amb el qual pot potenciar l'efecte sedant d'aquests medicaments.
- Alcohol: la menta pot potenciar l'efecte sedant produït per l'alcohol.

## Alimentació i altres usos
La menta es fa servir com a condiment d'amanides, sopes, carns; un exemple és la coneguda salsa de menta anglesa que van introduir els romans com un acompanyant del xai i també com a salsa o condiment s'utilitza a la cuina índia i la de l'Orient Mitjà. El seu sabor es troba en gelats, confiteria, xiclets i caramels i es barreja amb altres espècies per fer infusions, xarops i licors, com és el cas del popular te marroquí, que es fa amb té verd xinès i menta.
Els seus olis essencials s'utilitzen en pastes dentífriques, elixirs bucals i cremes de massatge. La menta piperita també està en alguns xampús i sabons, que perfumen els cabells a menta i donen una sensació de frescor a la pell.

## Galeria d'imatges
| Una mata de menta pebrera | Detall de les fulles (part superior) | Detall de les flors |